# Camille Wagner
Camille Wagner (né le 13 avril 1925 à Schifflange au Luxembourg, et mort le 7 février 2014 à Luxembourg-Ville) est un joueur de football international luxembourgeois.

## Biographie

### Carrière en sélection
Avec l'équipe du Luxembourg, il joue 42 matchs (pour 2 buts inscrits) entre 1948 et 1955.
Il joue son premier match en équipe nationale le 27 mars 1948 contre les Pays-Bas et son dernier le 16 janvier 1955 contre la Belgique. 
Il figure dans le groupe des sélectionnés lors des Jeux olympiques de 1948 et de 1952. Il joue deux matchs lors du tournoi olympique de 1952.
Il dispute enfin 4 matchs comptant pour les éliminatoires de la Coupe du monde, lors des éditions 1950 et 1954.